# Stephen Murphy
Stephen E. "Steve" Murphy (nascido em 1957) é um agente federal aposentado norte-americano da Drug Enforcement Administration (DEA) que, junto com Javier Peña, foi um dos principais investigadores na caça ao homem do tráfico colombiano e líder do Cartel de Medellín, Pablo Escobar.

## Biografia
Murphy cresceu em Princeton, Virgínia Ocidental, onde se formou na Princeton High School em 1974 e frequentou a West Virginia University por um ano. Ele serviu como policial na cidade de Bluefield, Virgínia Ocidental, de 1975 a 1977. Transferiu-se para o Bluefield State College, onde se graduou como bacharel em Justiça Criminal em 1981. Ingressou na DEA em 1987 e começou a trabalhar em Miami, onde permaneceu por quatro anos, antes de ser transferido para Bogotá, na Colômbia.
Ele desempenhou um papel importante na morte de Pablo Escobar e foi o primeiro a chegar ao local com uma câmera quando Pablo Escobar foi morto a tiros em um telhado de Medellín. Uma fotografia de Murphy segurando o corpo de Escobar é amplamente conhecida, com Murphy afirmando que ele foi "pego no momento certo". Após a morte de Escobar, em dezembro de 1993, ele retornou aos Estados Unidos, onde continuou trabalhando na DEA até sua aposentadoria em julho de 2013. Hoje ele dirige uma empresa de consultoria privada policial e viaja pelo mundo dando palestras e contando para o história verídica de Pablo Escobar ao lado de seu parceiro de longa data Javier Peña. Murphy e sua esposa Connie têm duas filhas adotivas da Colômbia e dois filhos biológicos.
Seu personagem foi interpretado pelo ator Boyd Holbrook na famosa série de TV Narcos, da Netflix. O próprio Murphy e Peña trabalharam como consultores no programa, e fizeram uma participação especial no último episódio da 2ª temporada, "Al Fin Cayó!"